# حسن أباد (صوماي برادوست)
حسن أباد هي قرية في مقاطعة أرومية، إيران. عدد سكان هذه القرية هو 372 في سنة 2006.